# Sleziník hadcový
Sleziník hadcový (Asplenium cuneifolium) je kapradina z čeledi sleziníkovité (Aspleniaceae), která se vyskytuje výhradně v hadcových oblastech.

## Popis
Je to vytrvalá kapradina vysoká asi 10 až 30 cm. Oddenek je silný, rozvětvený, bohatě kořenující a hustě pokrytý plevinami. Pleviny jsou černohnědé a celokrajné. Listy vyrůstají z hustého trsu, nepřezimují. Jsou trojúhelníkovitého tvaru, až 20 cm dlouhé a světle zelené. Čepel je nelesklá, poměrně měkká a svěže zelená. Výtrusnicové kupky vyrůstají po 3 až 4 na jednom lístku, zakryté celokrajnou ostěrou.

## Rozšíření a stanoviště
Sleziník hadcový roste výhradně ve štěrbinách hadcových skal střední a jižní Evropy, vyhledává stanoviště spíše zastíněná. V Česku se vyskytuje hlavně ve Slavkovském lese a na Českomoravské vrchovině, dále v Předšumaví, Železných a Rychlebských horách, Žďárských vrších a na jihozápadní Moravě v okolí Dukovan.

## Ohrožení
Výskyt tohoto druhu je vzhledem ke své vázanosti na hadec značně omezený, patří proto k silně ohroženým druhům naší flóry. V Červeném seznamu cévnatých rostlin ČR je řazen mezi druhy silně ohrožené (C2), ve stejné kategorii je i chráněn zákonem.